# Yakshi de Bhutesvara
 (juillet 2020).

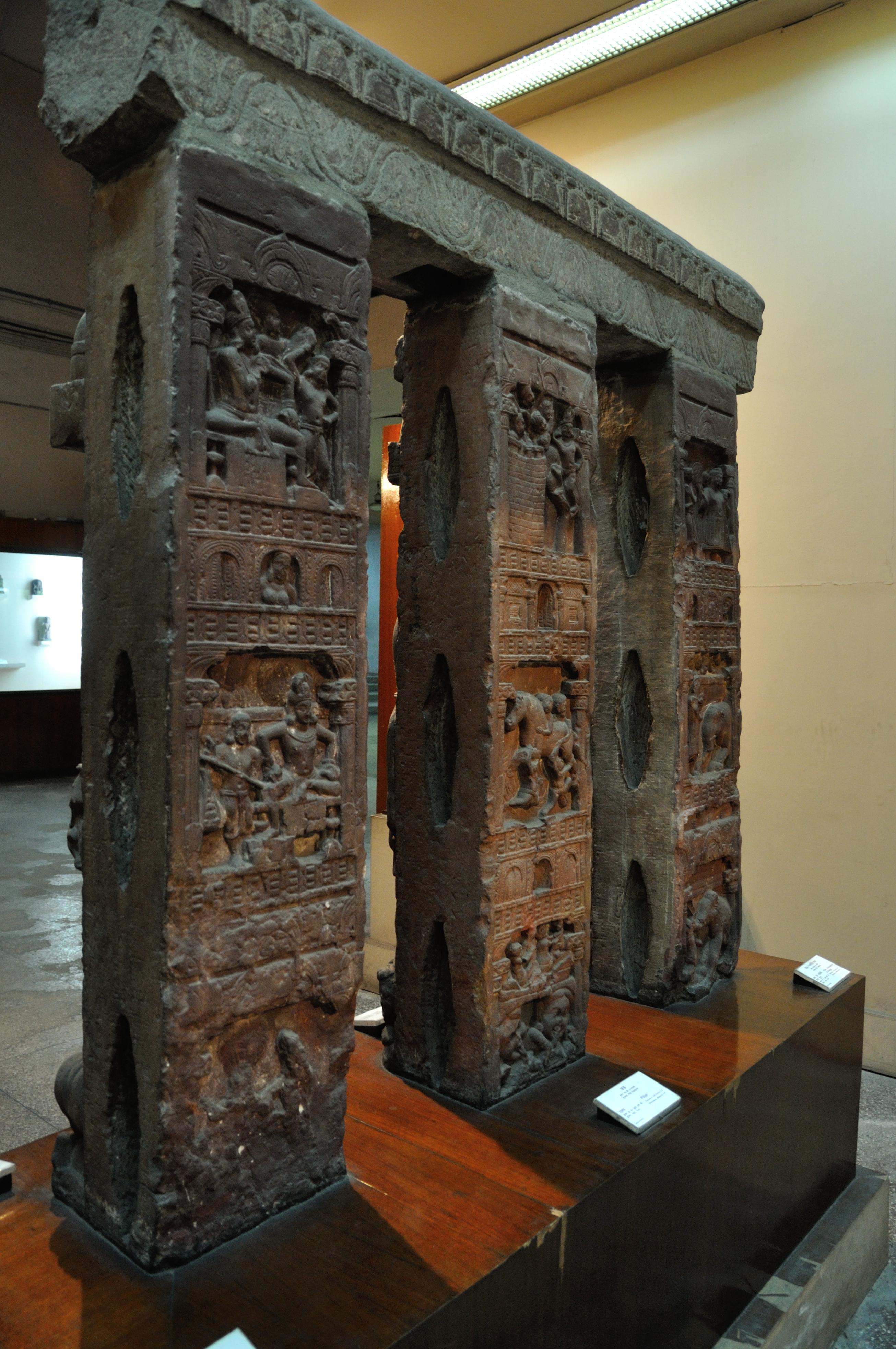
Revers des piliers avec reliefs bouddhistes (Musée indien, Kolkata). Les trous pour les barres transversales sont visibles sur les côtés.

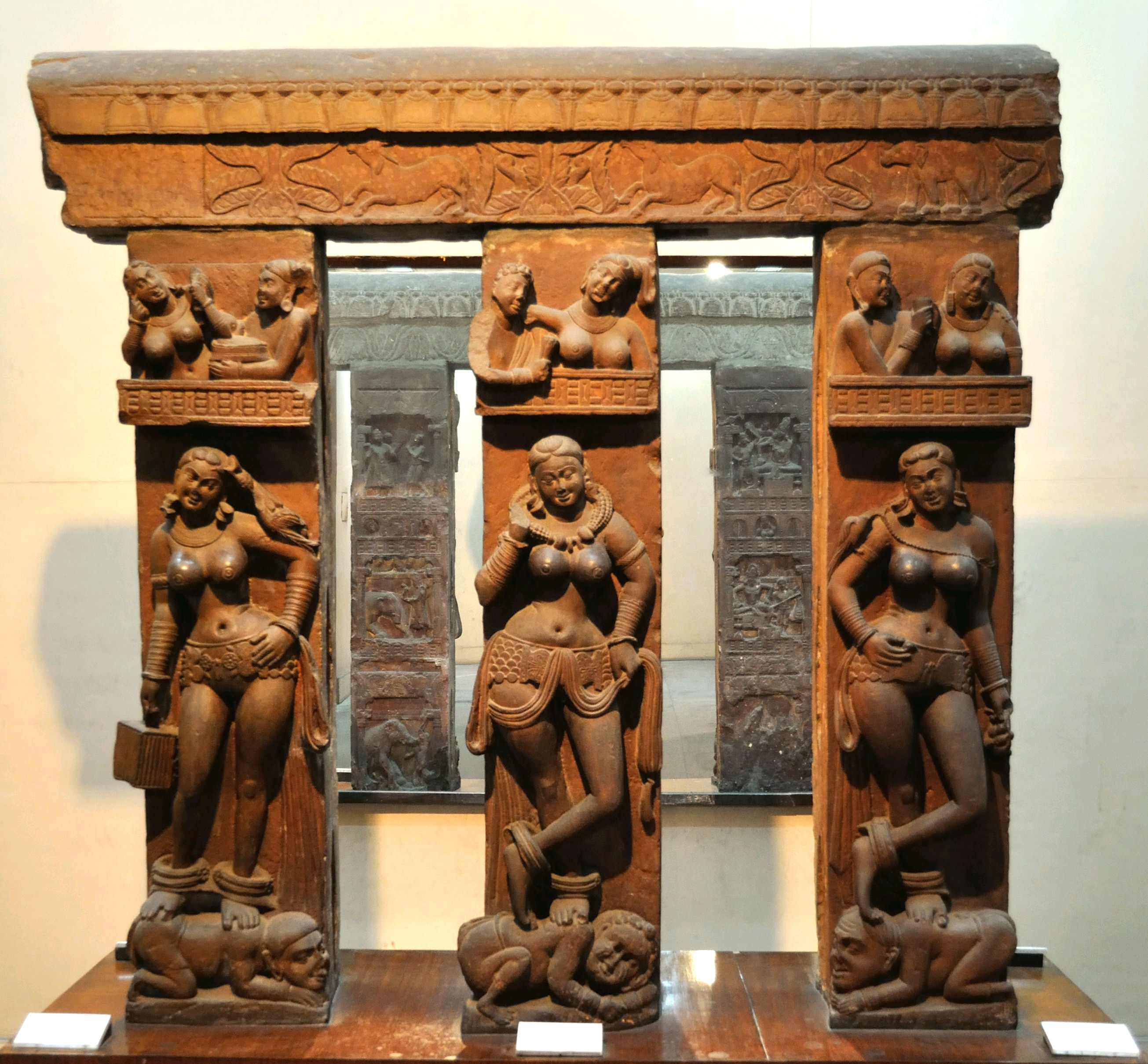
Yakshi de Bhutesvara au Musée Indien de Kolkatta

Les Yakshi de Bhutesvara, également appelés Yakshi de Bhutesar, sont une série de reliefs représentant des yakshi sur une balustrade, datant du IIe siècle à l'époque de l'Empire kouchan. Les reliefs ont été trouvés dans le monticule de Bhutesar, autour des restes d'un Stūpa bouddhiste, à l'extérieur de Mathura, et sont maintenant situés au Musée indien de Calcutta avec trois piliers, et trois autres piliers et un fragment (la moitié d'un pilier ) au musée de Mathura. Ils sont un exemple important de l'art de Mathura, dont ces figures et d'autres yakshi sont "peut-être les exemples les plus connus". 
Le dos des piliers comporte des reliefs avec des scènes de la vie du Bouddha et des Jataka, des contes sur ses vies antérieures. 
Le monticule Bhutesar fait partie d'une rangée de grands monticules à l'origine juste à l'extérieur de la ville de Mathura, mais maintenant bien englobés dans la ville moderne. Le site important, principalement Jain, de Kankali Tila était à deux monticules. 

## Face des piliers
Les piliers mesurent 130 cm de hauteur et 30 cm de largeur, les mensurations sont donc bien en dessous de la taille réelle. Les Yakshi sont vues debout sur des figures de nains accroupis. Au-dessus des yakshi se trouve un rebord, au-dessus duquel se trouvent une paire de personnages représentés en buste. Ce sont des couples d'un homme et d'une femme à poitrine nue, interagissant de diverses manières. Un linteau sculpté d'ornements court au-dessus; il s'agit d'un morceau de pierre différent, qui a été remis en place dans la présentation de Kolkata. Les côtés des piliers ont des fentes pour maintenir les traverses horizontales, le tout constituant une section du type de balustrade habituellement trouvé autour des stupas de cette période, tels que Sanchi ou le stupa d'Amaravati; Dans le passé, la présentation de Kolkata les incluait. 
Ce groupe de figures Yakshi est loué pour la délicatesse de leur rendu, l'absence de lourdeur malgré la rondeur des figures, et leur visage souriant et enjoué. Comparé aux yakshi antérieures de Bharhut, Roy C. Craven trouve celles-ci « de nature plus vivace et amazonienne, et leur volupté lisse et gonflée leur donnant de la fermeté et de la vie. Elles semblent sur le point de jaillir du dos de leurs nains de soutien ... [et] ... ont la frontalité monumentale qui est caractéristique de la sculpture Mathura ». 

En écrivant à propos de ces figures et d'autres figures contemporaines de balustrades de yakshi à Mathura, Benjamin Rowland trouve : 
 une flamboyance et une sensualité d'expression dépassant tout ce qui est connu dans l'art des périodes antérieures. Dans leur exposition provocante et franche des beautés et des délices de l'art de la courtisane, ces reliefs marquent le point culminant d'une tendance déjà observée dans les sculptures de Sanchi et Bharhut. Non seulement il existe une suggestion convaincante de solidité de la forme, mais l'articulation du corps et des membres est réalisée avec une maîtrise totale. . . La question pourrait bien se poser: quel est le but de ces figures franchement sensuelles sur un monument bouddhiste? La réponse est qu'ils représentent peut-être une référence pointue sur l'extérieur de l'enceinte sacrée à la vie transitoire du plaisir, en dehors de la paix du monde de Bouddha; encore une fois, il se peut que, comme les maithuna de l'art hindou ultérieur, ils représentent une allégorie de l'opportunité de l'union de l'âme avec le divin sous les formes de ces belles dryades qui suggèrent si activement l'opportunité de l'union sexuelle. 
 Les Yashis ont des attitudes variées, des variations sur la position tribhanga (trois virages) qui allait devenir extrêmement populaire dans l'art indien. L'une d'elles tient une cage à oiseaux. Une autre se regarde dans un miroir tout en ajustant une boucle d'oreille. Une autre encore sert du vin au couple au-dessus et tient un raisin. La yakshi dans le demi-pilier de Mathura tient une énorme épée; cela est peut-être lié aux diverses références littéraires aux gardes du corps royaux féminins ou aux gardiens de harem. Elles sont de face complètement nues en dehors des bijoux élaborés, mais portent des jupes minces qui se sont rassemblées sur un côté, les plis suspendus apparaissant sur la surface plate du fond. 
Les couples au-dessus de la yakshi se trouvent dans un autre ensemble de piliers de balustrade à Mathura de date similaire à Jaisinghpura, également au musée Mathura. Ici, seules les têtes apparaissent. Les figures masculines de nain sur lesquelles les yakshi se tiennent semblent plutôt gaies, et au lieu de représenter les figures maléfiques habituelles sur lesquelles se tiennent les divinités indiennes, peuvent dans ce cas représenter des amants de yaksha qui ont offensé leur maîtresse d'une manière ou d'une autre; il y a de nombreuses références littéraires aux hommes qui apaisent les femmes en se soumettant de cette manière. On les retrouve également dans d'autres piliers de yakshi à Mathura. 

## Histoire
Les mémoires de Sir F.S. Growse, le magistrat de district de Mathura et fondateur en 1874 du musée de Mathura, racontent qu'en son temps cinq des piliers étaient "construits dans la véranda d'un chaupal proche" du site. Un avait déjà été transporté à Calcutta (Kolkata) par Alexander Cunningham, et Growse y en avait envoyé deux autres, en laissant trois restant pour le Musée Mathura « où ils pourraient peut-être maintenant être placés ». 

Cinq des piliers, en 1897.
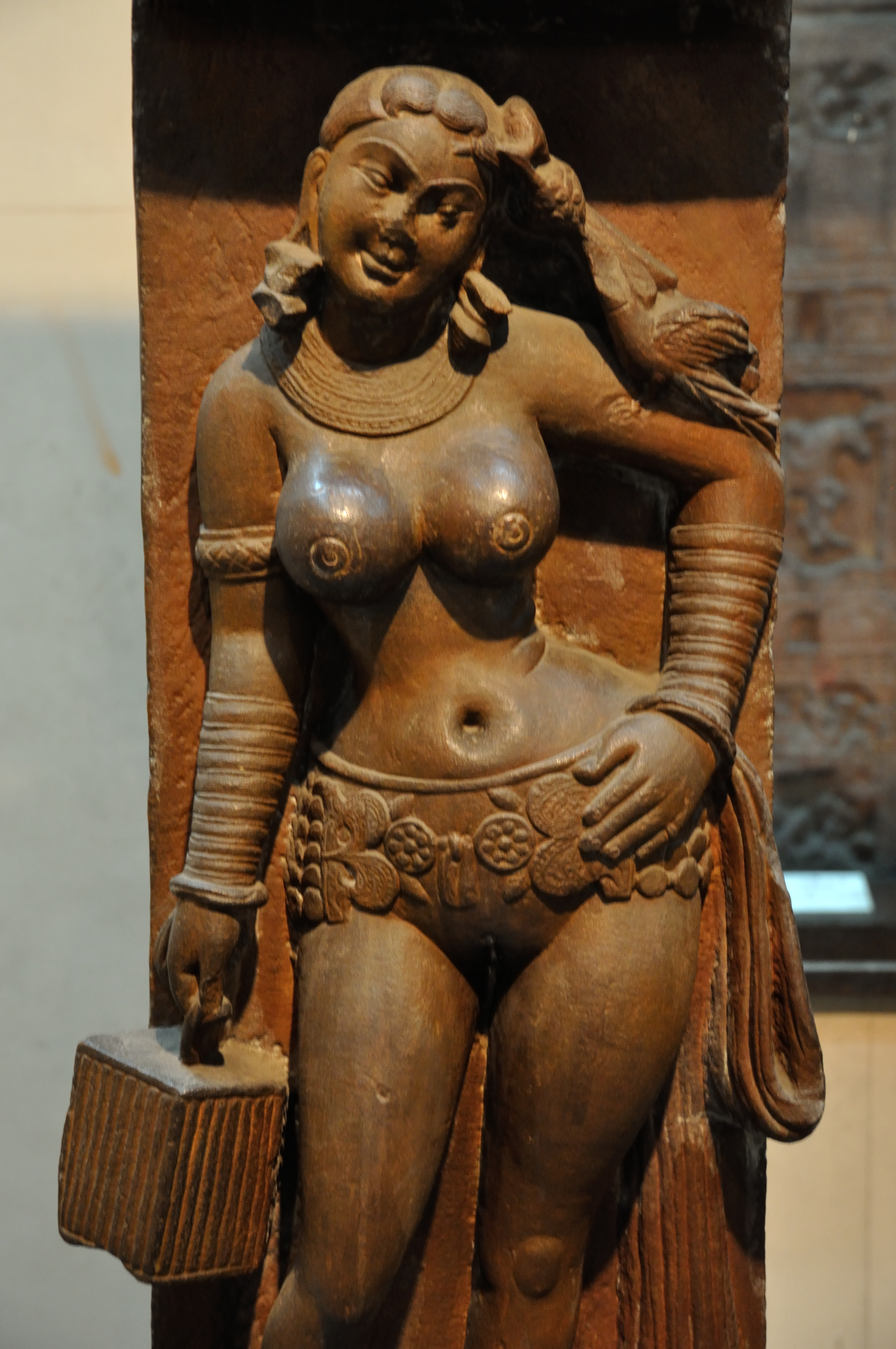
Dame tenant une cage à oiseaux.
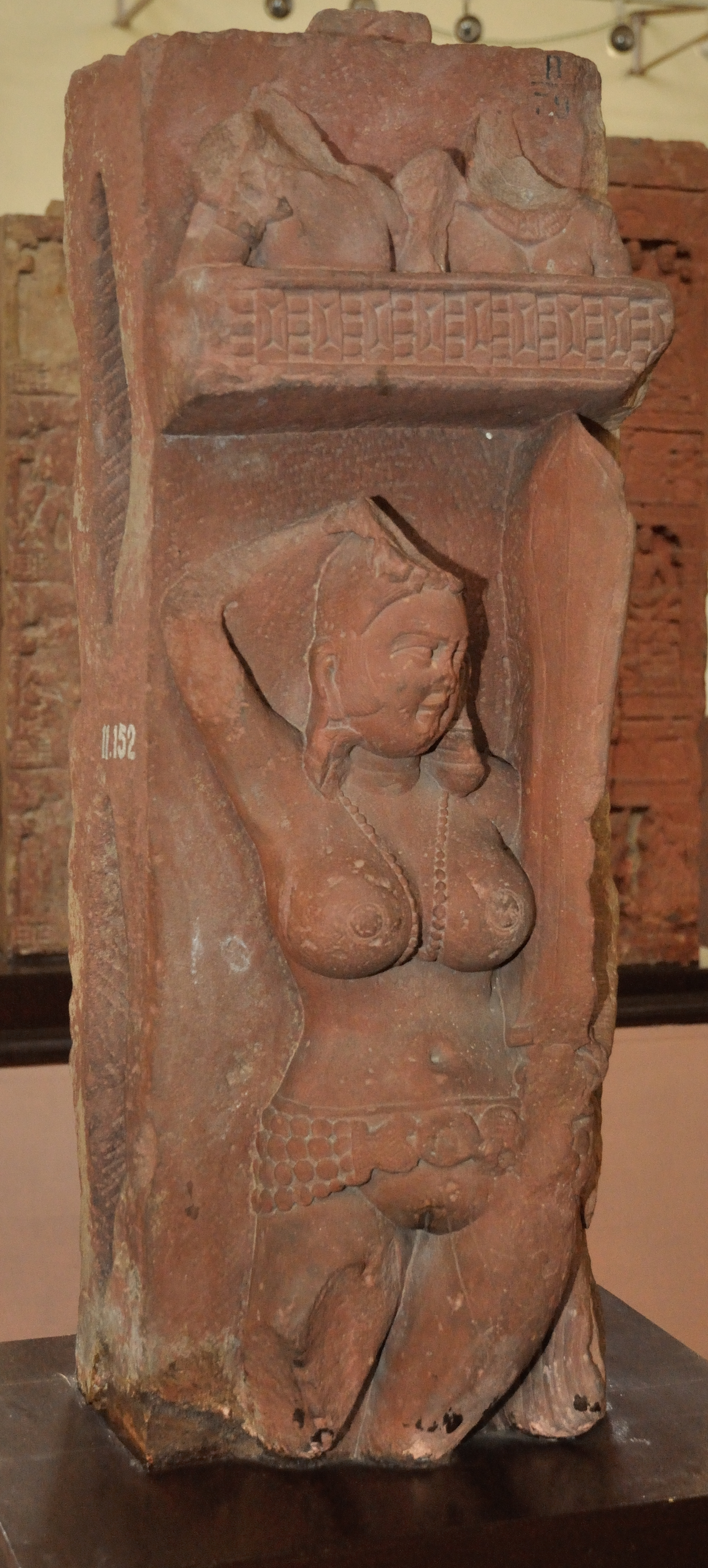
Yakshi avec une épée, le demi-pilier de Mathura.
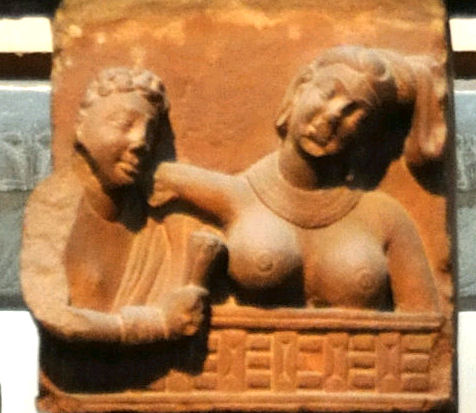
Détail du couple au dessus sur le pilier central.
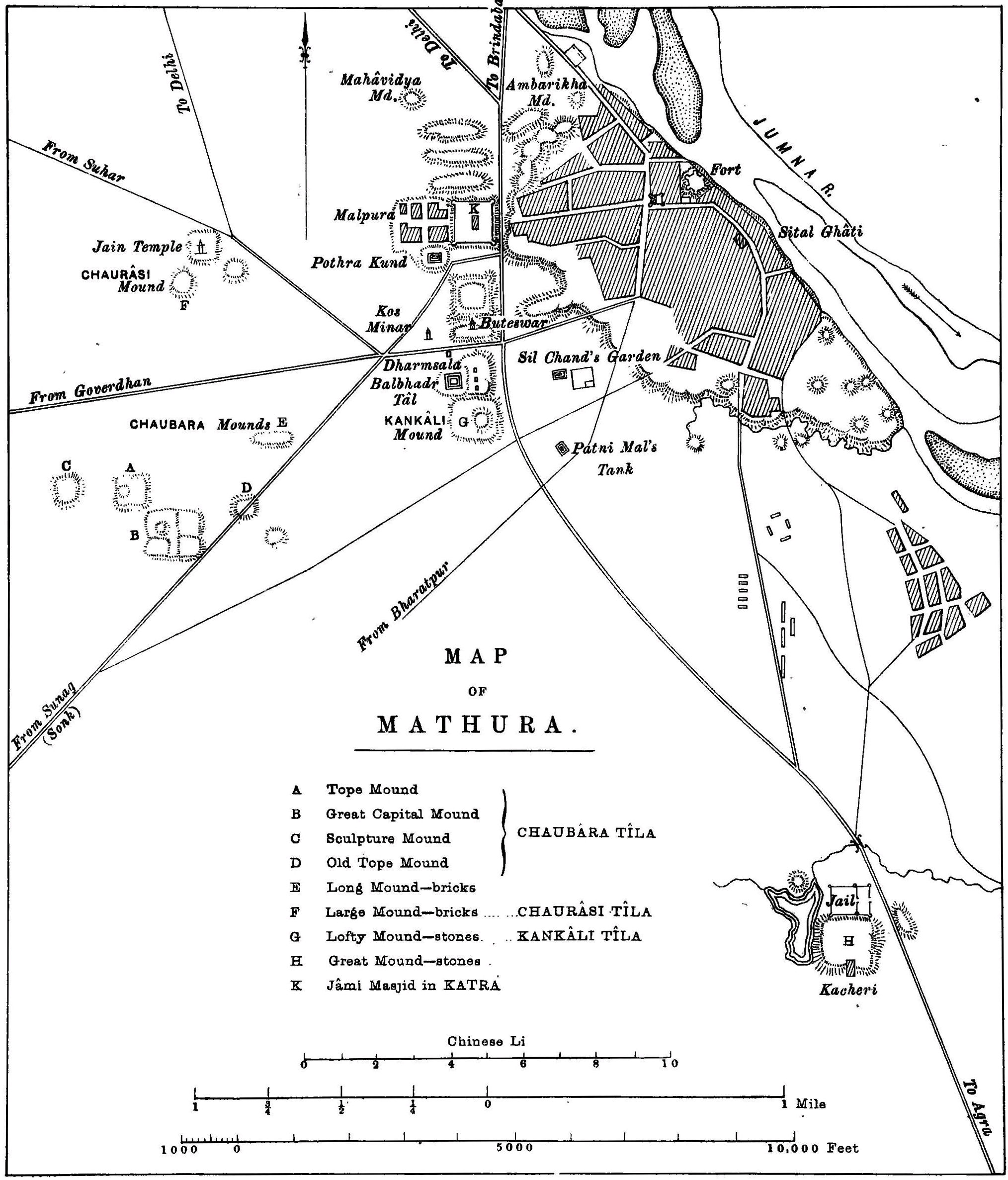
Emplacement de Bhutesvara (ici "Buteswar", à côté de Kankali Tila ), juste à l'extérieur du vieux Mathura .

## Revers des piliers
Le dos des piliers comporte des reliefs avec des scènes de la vie du Bouddha et des contes Jataka sur ses vies antérieures. L'un à Mathura représente l'histoire du sage Rishyasringa, séduit par une femme. 
Images de piliers du musée de Kolkata sauf indication contraire

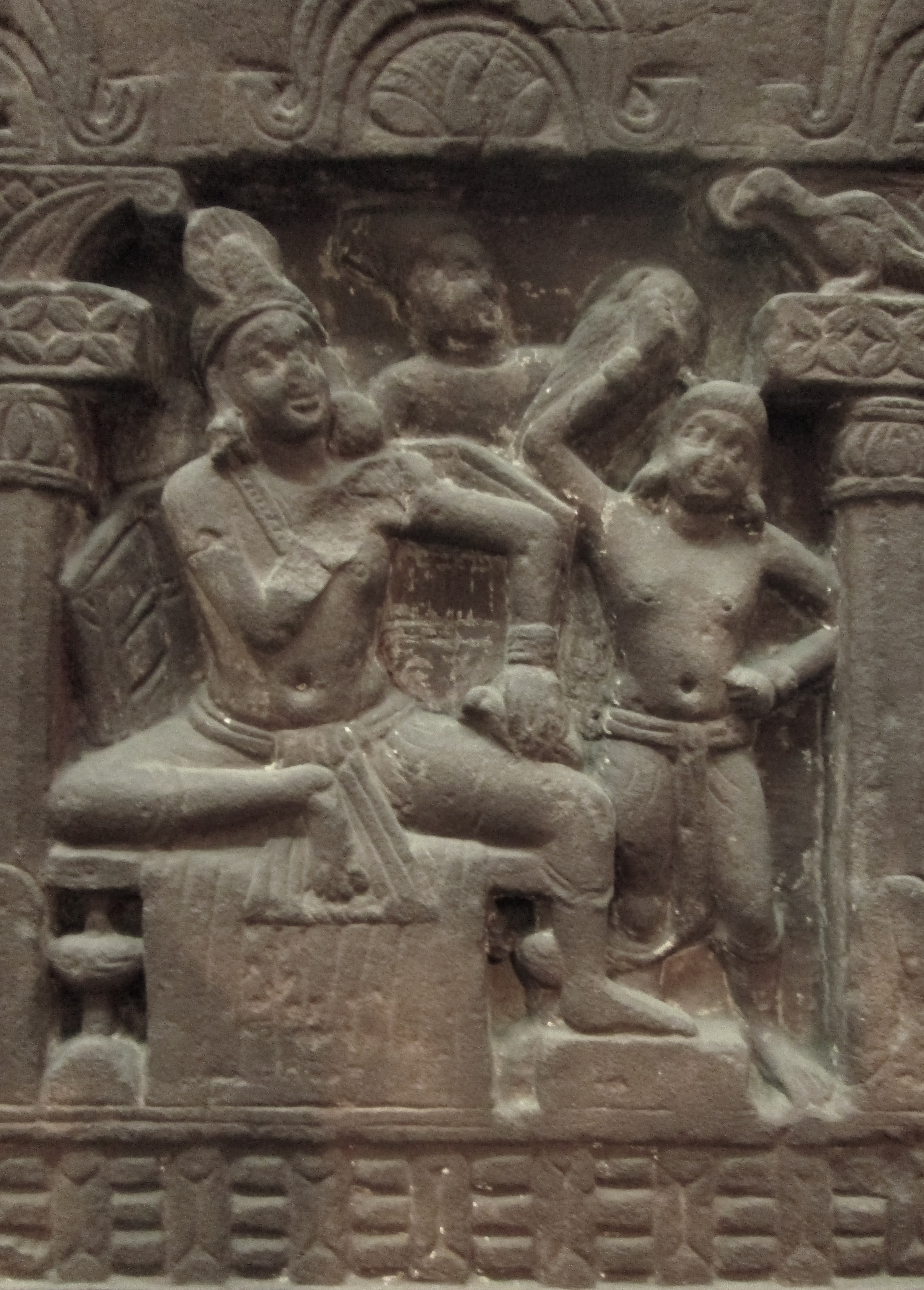
1A: Sibi Jataka . Le roi Sibi était le Bouddha dans une vie antérieure.
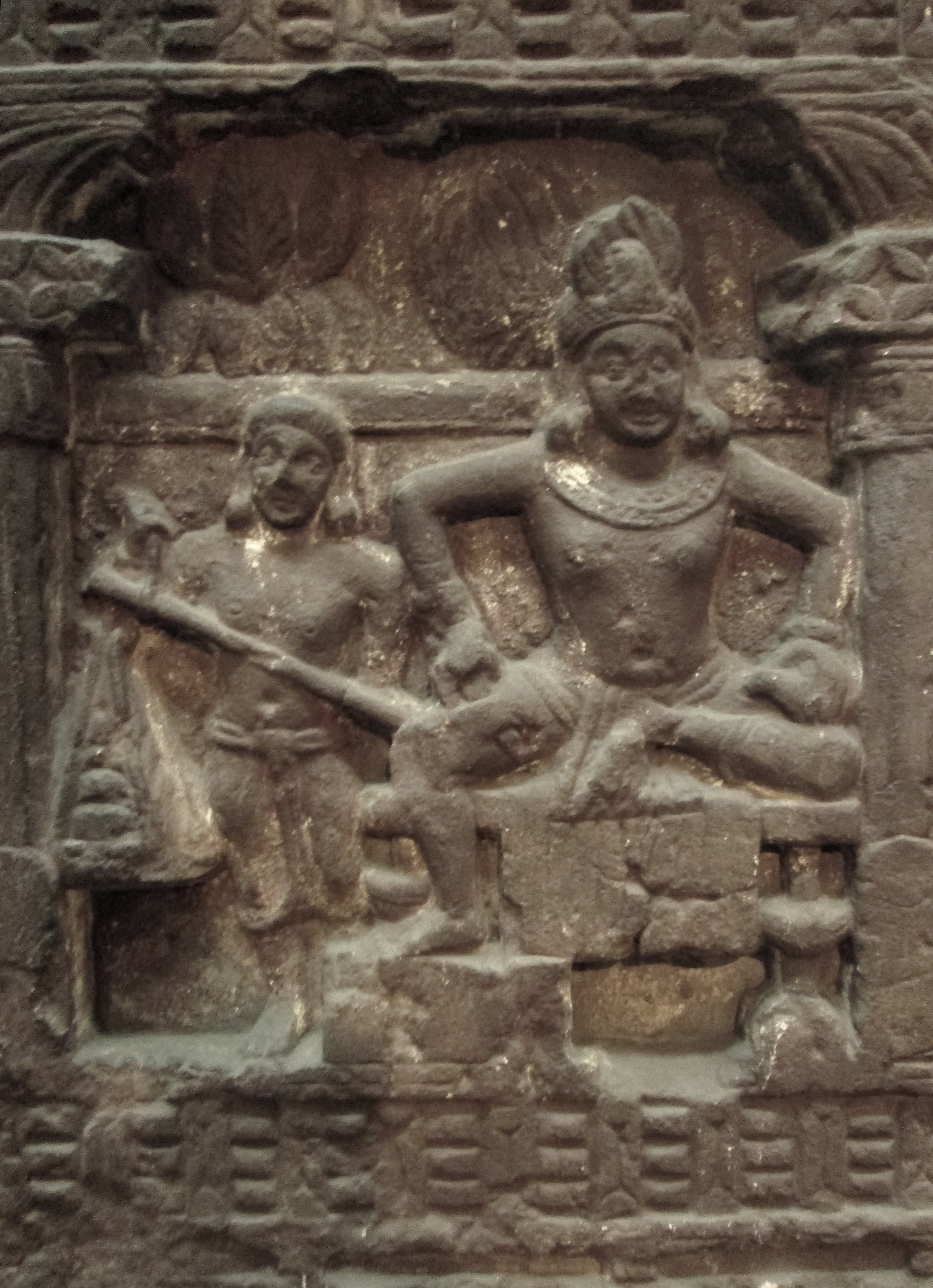
1B: Sibi Jataka . Le roi Sibi donne une partie de sa propre chair aux blessés.
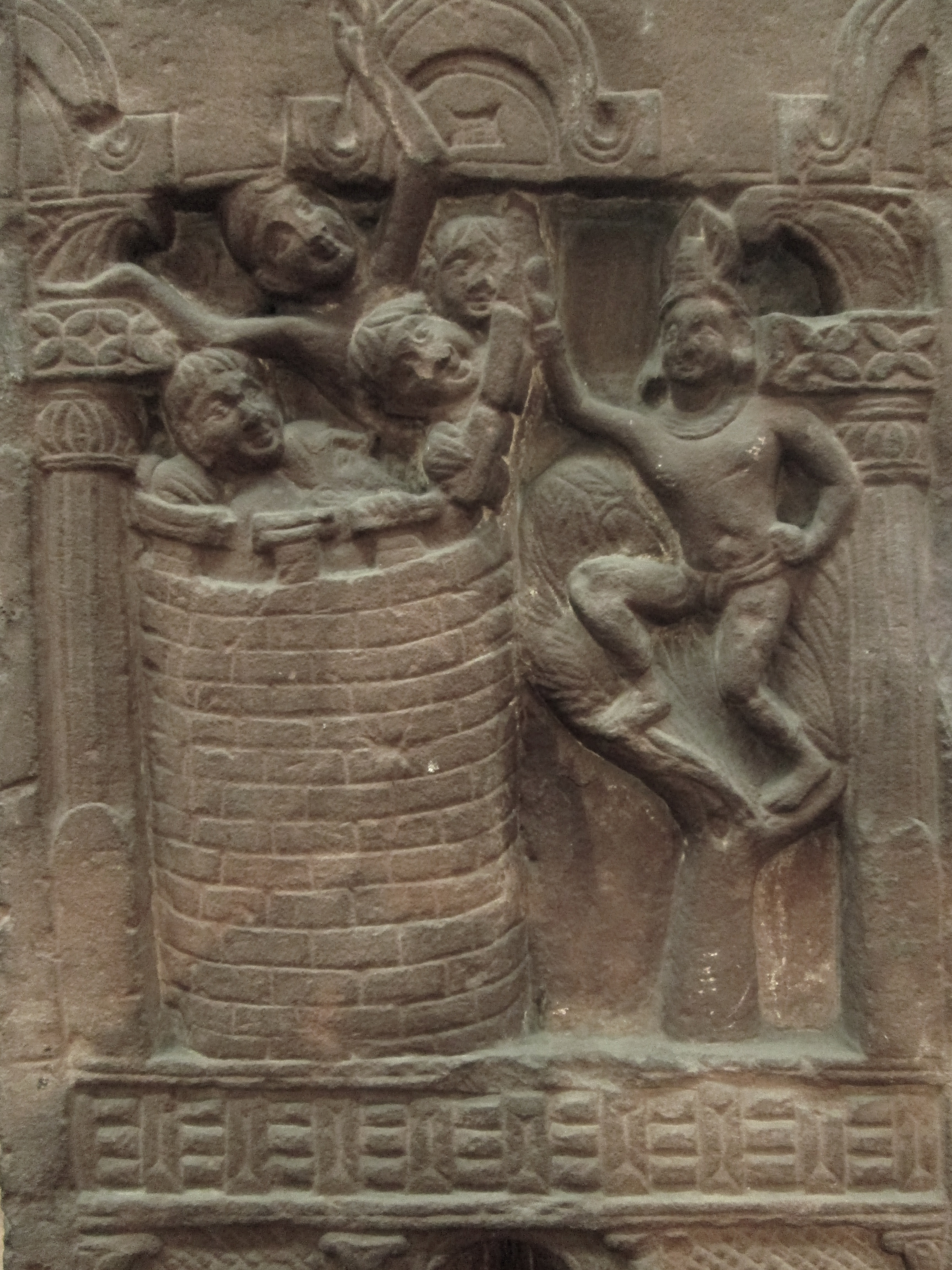
2A: Sibi Jataka, Viswakarma revient au ciel après avoir été témoin des actes du roi Sibi, affirmant que le roi Sibi deviendra bientôt un bouddha.
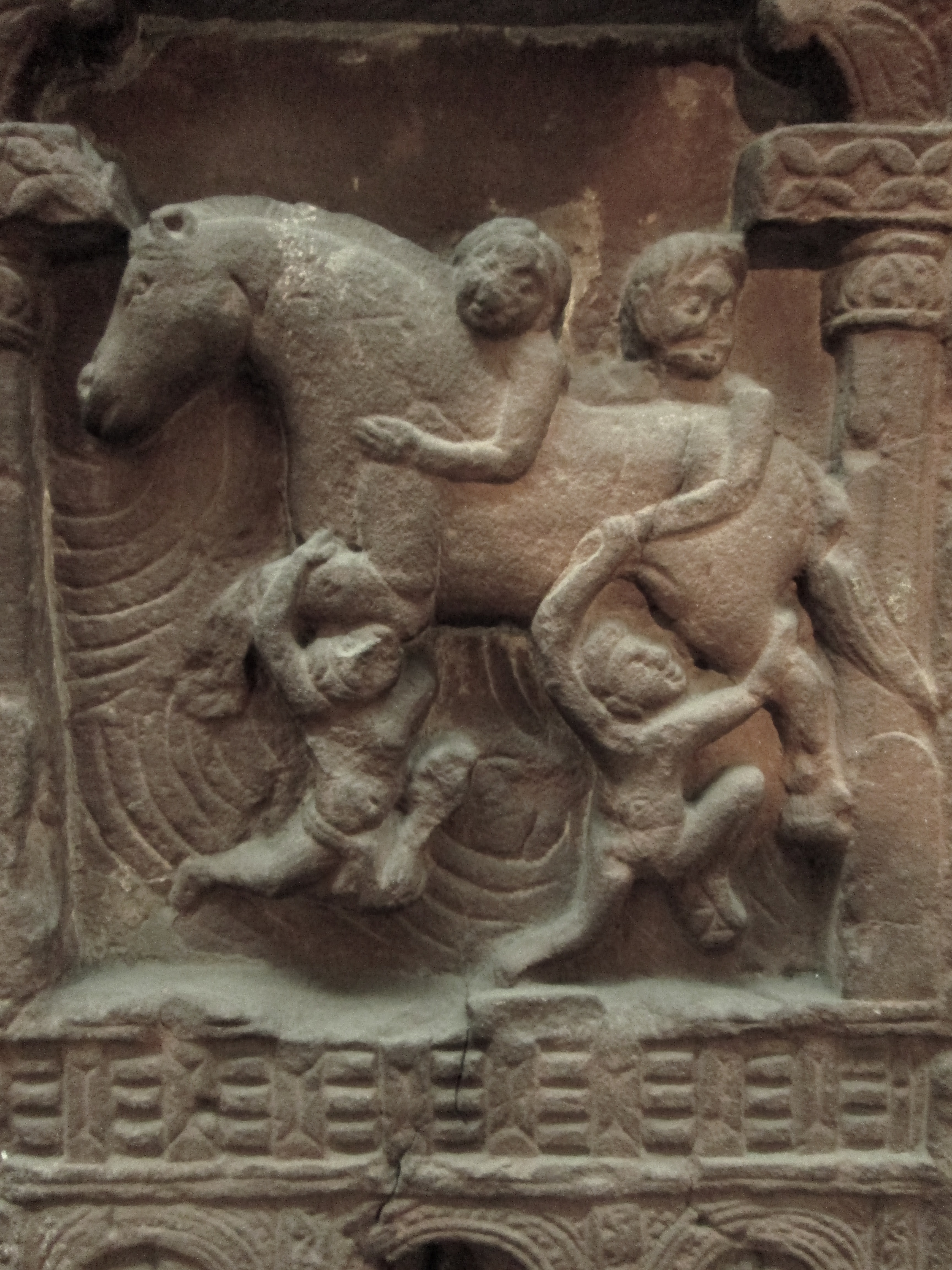
2B: Le grand départ de Siddharta, le futur Bouddha, de Kapilavastu .
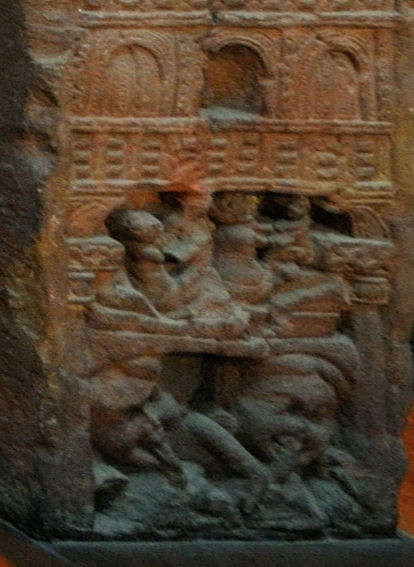
2C: Festivités et monstres (peut-être dans la ville de Kapilavastu).
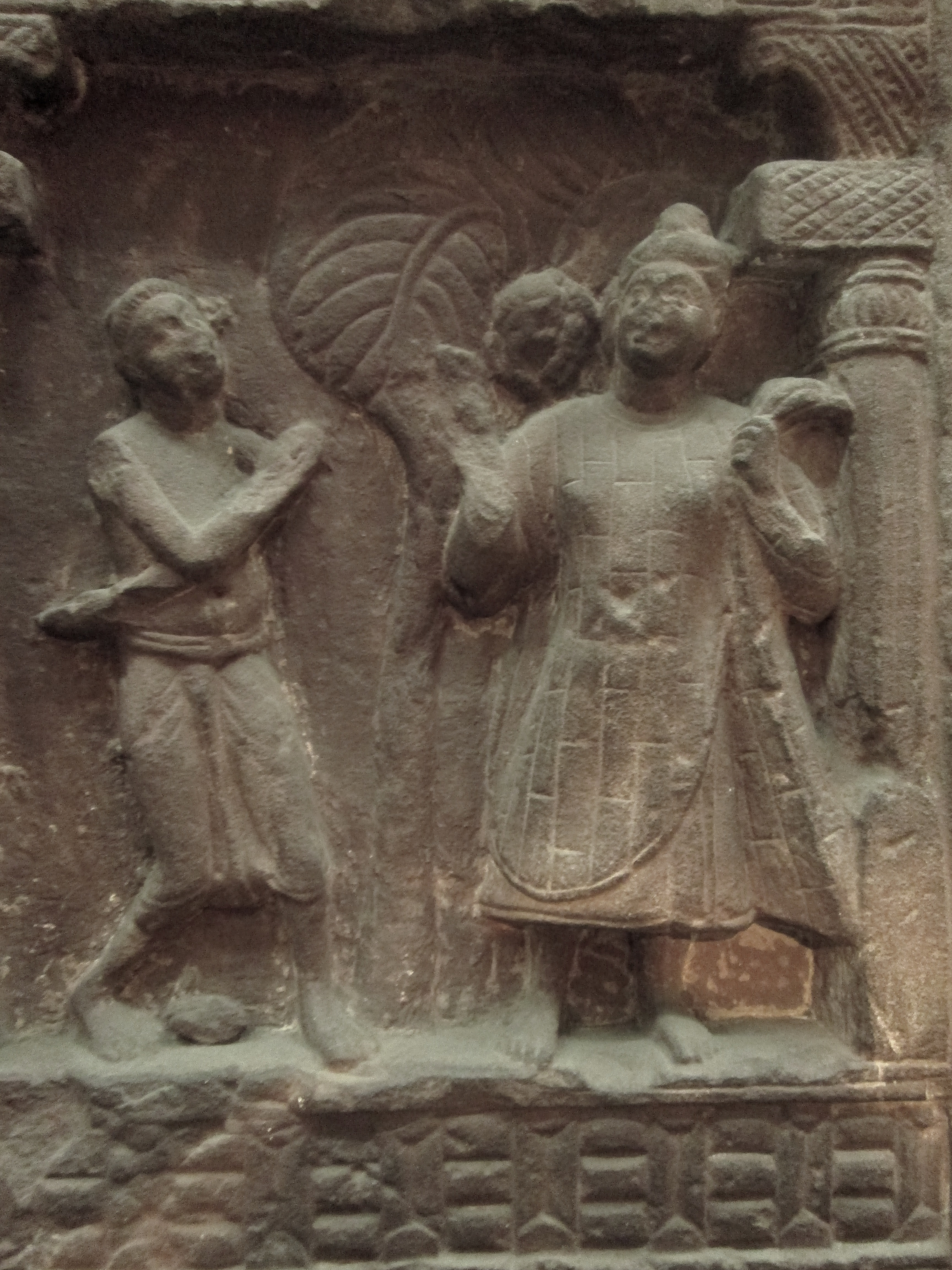
3A: Assujettissement de Nalagiri.
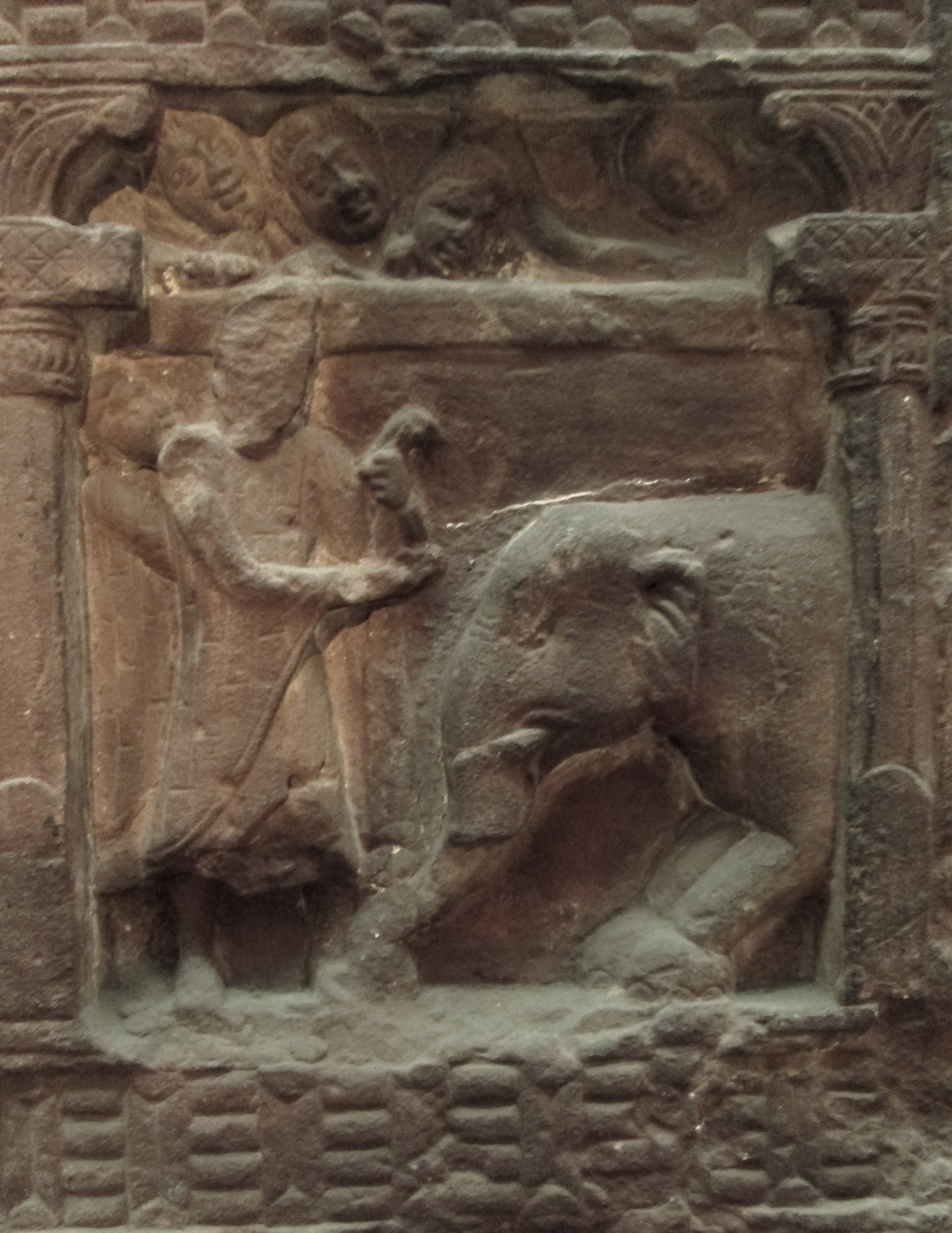
3B: Le Bouddha soumettant l'éléphant Nalagiri (miracle de l'éléphant furieux à Rajagriha).
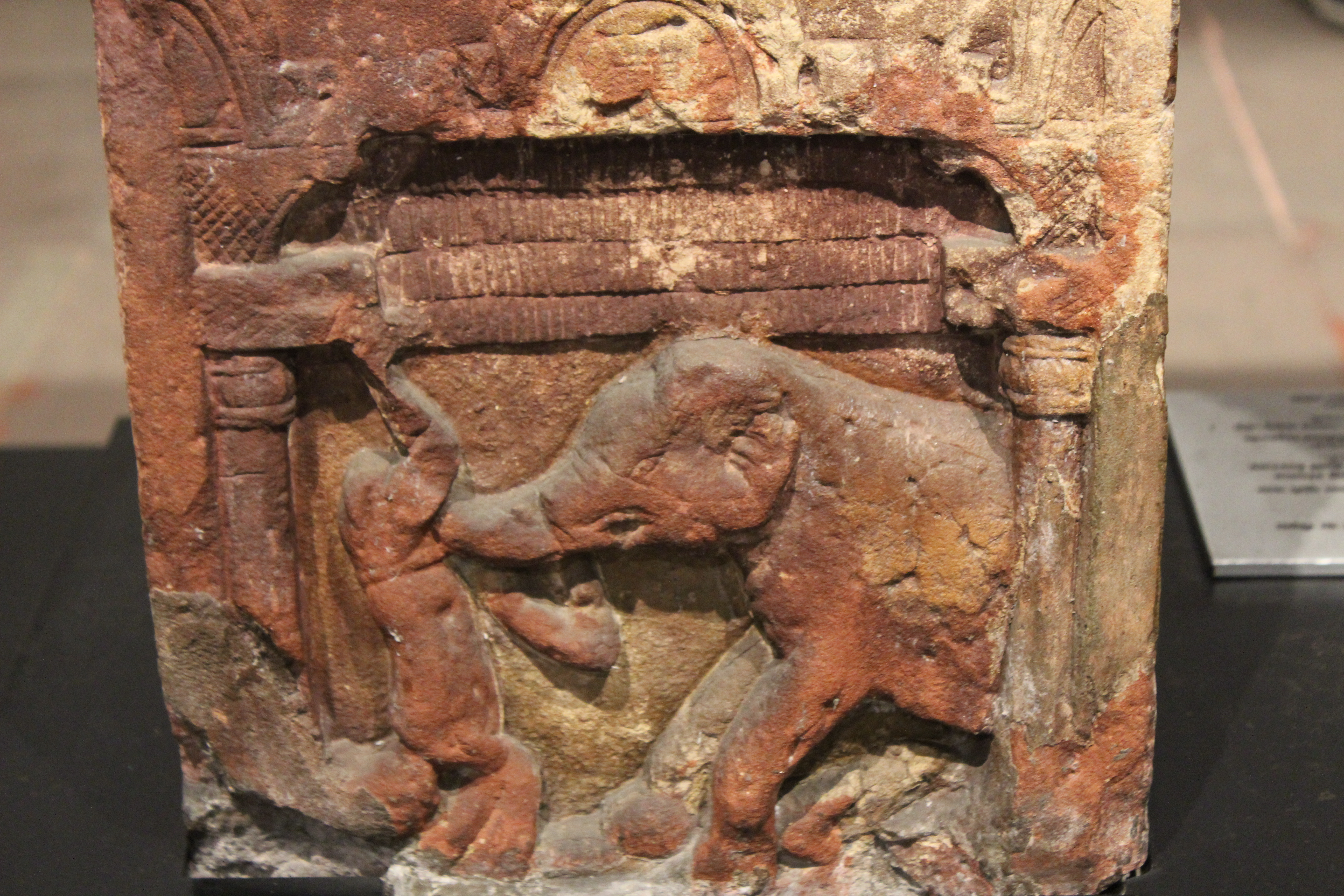
3C: L'éléphant Nalagiri attaquant
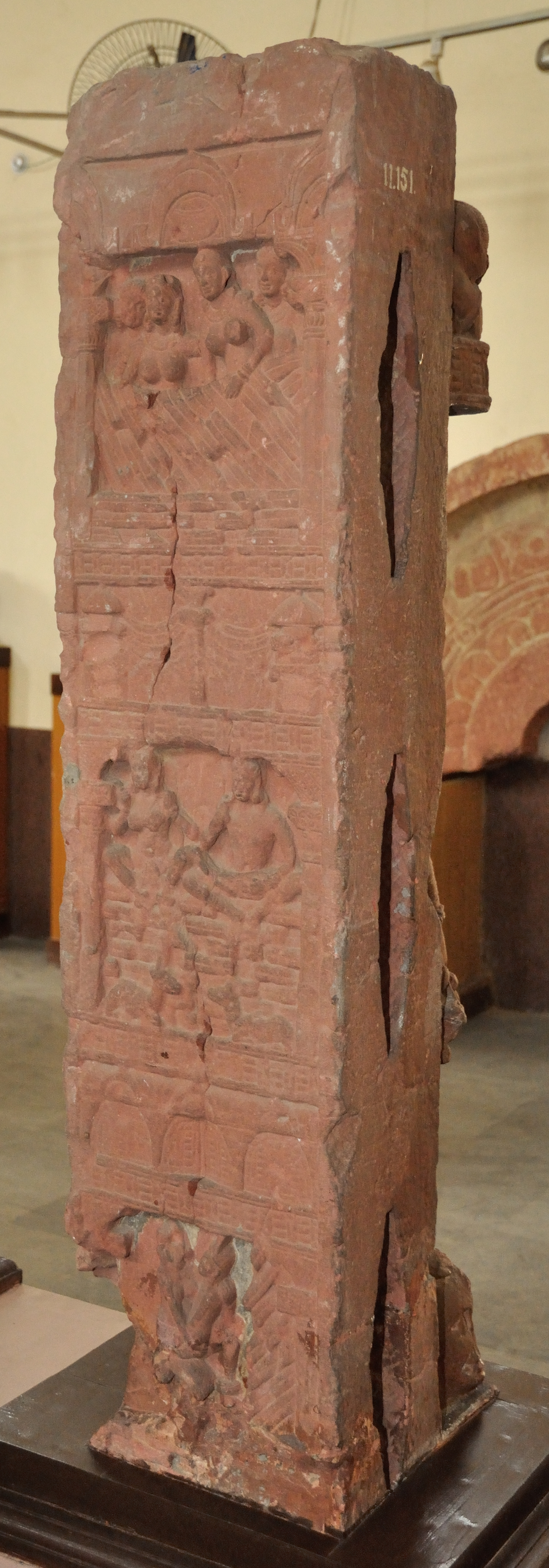
Histoire de Rishyasringa ; revers d'une Yakshi de Mathura transportant une marmite et tenant une grappe de raisin
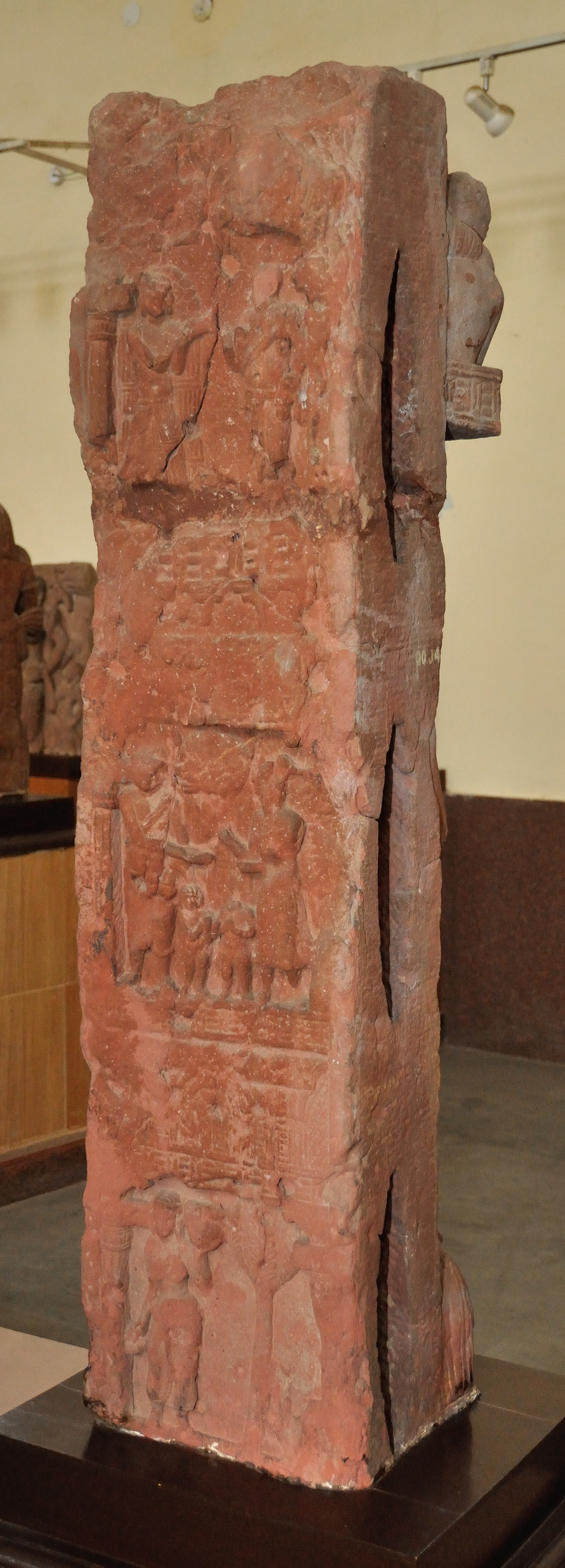
Revers d'une Yakshi de Mathura mettant son vêtement après le bain

## Voir également
- Héraclès de Mathura

## Remarques
1. ↑  (en) Partha Chatterjee et Anjan Ghosh, History and the Present, London/Des Plaines (Ill.), Anthem Press, 2006, 232 p. (ISBN 978-1-84331-224-6, lire en ligne), p. 7
2. 1 2  (en) Britannica Educational Publishing, The Culture of India, Britannica Educational Publishing, 1er avril 2010, 352 p. (ISBN 978-1-61530-203-1, lire en ligne), p. 209
3. ↑  Harle, 60
4. ↑  (en) Alexander Cunningham, Archaological Survey Of India Vol Xvii, 1884 (lire en ligne), p. 110-111
5. 1 2  Growse 1993, p. 121.
6. ↑  Introducing Indian Art - R & K Publishing House, 1963, J. P. Guha, Page 121
7. ↑  Rowland, 157-158
8. ↑  Craven, photo as fig. 66
9. ↑  Craven, 107
10. ↑  Rowland, 157-159
11. ↑  Rowland, 158
12. ↑  Varadpande, 45-46
13. ↑  Rowland, 157, plate 101; Varadpande, plates 13, 14, 15
14. ↑  Varadpande, Chapter 5, "At their Feet"
15. ↑  Growse 1993, p. 120-121.